# Mário Rossi
Mário Rossi (Petrópolis, 23 de maio de 1911 — Rio de Janeiro, 12 de outubro de 1981) foi um compositor e poeta brasileiro. Principalmente letrista, foi responsável por letras que entraram para a História da música popular brasileira.

## Biografia
Descendente de italianos, Mário estudou até o terceiro ano do ginásio devido às mudanças constantes de sua família, em busca de melhores empregos como operários, passando pelo Rio de Janeiro e por Barbacena, antes de voltarem para Petrópolis. Começou a trabalhar muito cedo.
Em 1925, trabalhou como comerciário e ingressou na Escola de Grumetes de Angra dos Reis, abandonando-a no ano seguinte. Estudou desenho em tecidos e, por cerca de quatro anos, foi contramestre de tecelagem na Fábrica Andorinha em Santo Aleixo, RJ.
Começou a colaborar com os jornais de Majé e de Angra dos Reis. Também escreveu para O Malho e, em 1933, para o Jornal de Petrópolis, no qual assinava como Mário apenas. Depois, ingressou no primeiro Batalhão de Caçadores do Exército, do qual se desligou no ano seguinte, como cabo.
Transferiu-se definitivamente para o Rio de Janeiro dois anos depois, trabalhando por oito meses em escritório e, a partir de 1936, como guarda civil, profissão que exerceu por sete anos.
No mesmo ano, conheceu Gastão Lamounier, com quem compôs as valsas Assim acaba um grande amor e E o destino desfolhou, ambas lançadas por Carlos Galhardo em disco Odeon. Também foi em 1937 que publicou seu livro Poemas para ler e escrever.
Em 1943, Nelson Gonçalves alcançou seu primeiro grande sucesso com seu fox Renúncia (parceria com Roberto Martins). Escreveu letra para choro do maestro Fon-Fon, Murmurando, que se tornou o maior sucesso de Odete Amaral em 1944. Outro grande sucesso do ano foi A valsa dos noivos (com Roberto Martins), lançada por Roberto Paiva e as Três Marias em disco Victor e que, a partir de então, se tornou parte do repertório dos noivados e dos casamentos.
Seu bolero Que será?(com Marino Pinto), gravado por Dalva de Oliveira, fez parte da polêmica musical que envolveu a cantora e seu ex-esposo, Herivelto Martins, após a separação de ambos. Quatro anos depois, Mário e Herivelto vieram a compor juntos e fizeram o samba-canção Obrigado, Maria, gravado por Orlando Silva na Copacabana.
Em 1972, lançou o livro de poemas Argila humana, com um prefácio do radialista Paulo Roberto, reunindo sua arte poética de quarenta anos de produção intelectual.
Teve mais de 150 composições gravadas por artistas como Carlos Galhardo, Nelson Gonçalves, Ângela Maria, Dalva de Oliveira, Vicente Celestino, Jorge Goulart, Orlando Silva, Marlene, Emilinha Borba, Aracy de Almeida, Teixeirinha, sendo Gilberto Alves seu maior intérprete. Criou junto de renomados compositores da música popular brasileira, principalmente Roberto Martins, com quem compôs mais de quarenta músicas.

## Principais sucessos
| Título                         | Co-autor          | Intérprete                     | Gravadora   | Ano  |
| ------------------------------ | ----------------- | ------------------------------ | ----------- | ---- |
| A saudade é um compasso demais | Roberto Martins   | Nelson Gonçalves               | Victor      | 1943 |
| A valsa dos noivos             | Roberto Martins   | Roberto Paiva e as Três Marias | Victor      | 1944 |
| Adeus                          | Roberto Martins   | Gilberto Alves                 | Odeon       | 1941 |
| Beija-me                       | Roberto Martins   | Cyro Monteiro                  | Victor      | 1943 |
| Bodas de prata                 | Roberto Martins   | Carlos Galhardo                | Victor      | 1945 |
| Cidade do interior             | Marino Pinto      | Aracy de Almeida               | Odeon       | 1947 |
| Dorme que eu velo por ti       | Roberto Martins   | Nelson Gonçalves               | Victor      | 1942 |
| E o destino desfolhou          | Gastão Lamounier  | Carlos Galhardo                | Odeon       | 1938 |
| Eu queria                      | Roberto Martins   | Cyro Monteiro                  | Victor      | 1942 |
| Meu rouxinol                   | Pereira Matos     | Dalva de Oliveira              | Odeon       | 1952 |
| Morro                          | Dunga             | Trio de Ouro                   | Odeon       | 1944 |
| Murmurando                     | Fon-Fon           | Odete Amaral                   | Odeon       | 1944 |
| O sorriso do Paulinho          | Gastão Viana      | Isaura Garcia                  | Victor      | 1943 |
| Que será?                      | Marino Pinto      | Dalva de Oliveira              | Odeon       | 1950 |
| Renúncia                       | Roberto Martins   | Nelson Gonçalves               | Victor      | 1942 |
| Roberta                        | Roberto Roberti   | Anjos do Inferno               | Columbia    | 1944 |
| Sangue e areia                 | Vicente Celestino | Vicente Celestino              | Victor      | 1941 |
| Se o tempo entendesse          | Marino Pinto      | Lúcio Alves                    | Continental | 1950 |
| Terra virgem                   | Vicente Celestino | Vicente Celestino              | Victor      | 1942 |
| Terminarei tua canção          | Newton Teixeira   | Orlando Silva                  | RCA Victor  | 1961 |